# Kragmonark
Kragmonark (Arses insularis) är en fågel i familjen monarker inom ordningen tättingar.

## Utseende och läte
Kragmonarken är en slank, medelstor tätting med rätt lång stjärt. Ansiktet är svart med grå näbb och blå bar hud kring ögat. Hanen har vit buk och orange på bröstet och i en krage, därav namnet. Vidare är den svart på stjärt, rygg och vingar, med en vit vingpanel. Honan är istället kastanjebrun på bröst, strupe och i kragen, med brunt på stjärt, rygg och vingar. Arten överlappar knappt med likartade kråsmonarken, men hane kragmonark urskiljer sig med den orangefärgade kragen och honan med brunt på ryggen. Sången består av en snabb serie med upprepade "wip!" eller dubblerade "wee-pit!".

## Utbredning och systematik
Fågeln förekommer i låglänta områden på norra Nya Guinea och ön Yapen. Den behandlas som monotypisk, det vill säga att den inte delas in i några underarter.

## Levnadssätt
Kragmonarken hittas i skogar i låglänta områden och förberg. 

## Status och hot
Arten har ett stort utbredningsområde, men tros minska i antal, dock inte tillräckligt kraftigt för att den ska betraktas som hotad. Internationella naturvårdsunionen IUCN listar arten som livskraftig (LC).